# Улрике Дрезнер
Улрике Дрезнер (на немски: Ulrike Draesner) е германска поетеса, белетристка, есеистка, преводачка и автор на радиопиеси. Родена е в Мюнхен в семейството на архитект.

## Биография
Улрике Дрезнер следва право, германистика, англицистика и философия в родния си град, в Саламанка и Оксфорд. От 1989 до 1993 г. е научен асистент в Мюнхенския институт по немска филология, където през 1992 г. получава докторска степен с дисертация върху „Парцифал“ на Волфрам фон Ешенбах, която публикува през 1993 г. Изоставя академичното поприще, за да може да пише. Работи като учителка по чужди езици и екскурзовод, а от 1994 г. е писателка на свободна практика. Участва в редица интермедийни проекти заедно с художници и музиканти. Съосновател е на интернет форума за поетика и поезия www.neuedichte.de Архив на оригинала от 2020-09-22 в Wayback Machine.. През 1996 г. Дрезнер се установява да живее в Берлин. През летния семестър на 2004 г. и зимния семестър на 2006 г. е гост професор в Института за немски език и литература в Лайпциг. Изнася лекции и в университетите на Мюнхен, Бирмингам, Майнц, Кил и Бамберг.
От 1999 г. писателката е член на ПЕН центъра на ФРГ.
Улрике Дрезнер посещава България през 2002 г. като участник в литературния форум „Думите – мост или пропаст? „Забранени“ думи“.

## Творчество
Улрике Дрезнер започва творческия си път като поетеса. През 1995 г. публикува стихосбирката „Примки на паметта“ , последвана от сонетния венец „Anis-o-trop“ (1997). Издава романа „Фотокопие“ (1998) и сборника с разкази „Пътешествия под клепачите“ (1999). Широк отзвук намира стихосбирката ѝ „Клетки, наети за през нощта“ (2001). Следват романът „Зестра“ (2002), сборникът с разкази „Hot Dogs“ (2004), стихосбирката „Сферична мълния“ (2005), романът „Игри“ (2005), поетическият цикъл „В средата на зимата“ (2006) и сборникът с есета „Красивите жени четат“ (2007).

## Награди и отличия (подбор)
- 1994: Literaturstipendium der Stadt München
- 1995: „Награда Леонс и Лена“ (поощрение)
- 1997: Foglio-Preis für Junge Literatur
- 1997: Bayerischer Staatsförderpreis für Literatur
- 2001: Stipendium Künstlerhaus Edenkoben
- 2001: „Награда Фридрих Хьолдерлин на град Бад Хомбург“ (поощрение)
- 2002: „Награда на литературните домове“
- 2005: „Немска награда за книга“ (номинация)[3]
- 2006: „Награда Дросте“ на град Меерсбург
- 2006: Poetik-Professur an der Universität Bamberg[4]
- 2010: „Литературна награда на Золотурн“
- 2012: Grenzgänger-Recherchestipendium der Robert Bosch Stiftung für Sieben Sprünge vom Rand der Welt
- 2013: „Награда Розвита“ на град Бад Гандерсхайм
- 2014: „Награда Йоахим Рингелнац“
- 2014: „Немска награда за книга“ (номинация)[5]
- 2015: „Узедомска литературна награда“ für Sieben Sprünge vom Rand der Welt
- 2016: „Висбаденска награда за поезия „Орфил““ für Subsong
- 2016: „Награда Николас Борн“
- 2016/2017: Frankfurter Poetik-Dozentur
- 2017: Stadtschreiberin Helsinki, Finnland